# Partido Demócrata-Radical
El Partido Radical, o más formalmente Partido Demócrata-Radical, fue una formación política española del último tercio del siglo xix. Surgió a finales de 1869, cuando el Partido Progresista se fusionó con los demócratas «cimbrios» —monárquicos— para formar un nuevo partido llamado «Partido Radical». Esa fusión se formalizó en la primavera de 1870 con el nombre de «Partido Progresista-Democrático», pero sólo un año más tarde, tras el asesinato de su líder, el general Juan Prim, se produjo una escisión del sector conservador representado por Práxedes Mateo Sagasta, opuesto a la colaboración con los demócratas e inclinado al entendimiento con los unionistas del general Serrano. A la izquierda quedaron los «radicales» de Ruiz Zorrilla, Rivero y Martos. Estuvo activo, sobre todo, durante el periodo del Sexenio Democrático. En 1873, bajo el liderazgo de Cristino Martos, se fundió con el Partido Republicano Unitario de Eugenio García Ruiz, pero en la práctica quedó disuelto entre 1874 y 1875.

## Historia
A la muerte de Prim el 30 de diciembre de 1870, y con la monarquía de Amadeo I ya establecida, el Partido Radical —antiguo Partido Progresista— se escindió en dos alas, que darían lugar a los dos partidos dominantes del periodo. El ala derecha, bajo el liderazgo de Práxedes Mateo Sagasta, se unió a miembros de la Unión Liberal para formar el Partido Constitucional. El ala izquierda, siguiendo a Manuel Ruiz Zorrilla, se puso al frente del Partido Radical.
Como tal, formó Gobierno en junio de 1872 bajo la presidencia de Ruiz Zorrilla, que introdujo diversas reformas, en general fracasadas o de éxito parcial. Con la proclamación de la República en febrero de 1873, Ruiz Zorrilla acompañó a Amadeo I al exilio, y el partido cambió su nombre por el de Republicano Democrático, pero practicó el retraimiento electoral. Tras el golpe de Pavía en enero de 1874, el partido colaboró con el Gobierno durante la dictadura republicana de Francisco Serrano, bajo el liderazgo de Cristino Martos, ministro de Gracia y Justicia.
Con el pronunciamiento de Sagunto en diciembre y al instaurarse el régimen de la Restauración, el partido empezó a disolverse con rapidez, y sus miembros se repartieron entre los diversos partidos monárquicos de izquierda y republicanos. Así, Ruiz Zorrilla fundó junto con Nicolás Salmerón el Partido Republicano Reformista (1876); si bien sus diferencias pronto llevarían a que Ruiz Zorrilla formase su propio Partido Republicano Progresista en 1880. Mientras, Martos se unió al bloque izquierdista de Sagasta, y llegaría a integrarse en el Partido Republicano Progresista. No obstante, debido a la táctica insurreccionalista que este había adoptado, pronto acabó por adherirse al Partido Liberal de Sagasta.